# Mitsuoka Orochi
La Mitsuoka Orochi (光岡大蛇) è un'autovettura sportiva giapponese prodotta dalla Mitsuoka Motors dal 2006 al 2014.

## Sviluppo
La vettura è stata presentata come concept car derivata dalla Honda NSX al salone dell'automobile di Tokyo del 2001 e, dato l'interessamento del pubblico, il design è stato aggiornato tra il 2003 ed il 2005. La versione definitiva è stata commercializzata a partire dal 2006. Il nome trae ispirazione della creatura mitologica della cultura nipponica "Yamata no Orochi". 

## Tecnica
Nel 2006 venne commercializzata la prima versione con il motore Toyota 3MZ-FE V6. Era gestito da un cambio automatico a cinque marce e sviluppava una potenza di 233 cv e 328 Nm di coppia. Così configurata, la vettura passava da 0 a 100 km/h in 7 secondi, con una velocità massima di 241 km/h. Le sospensioni erano a doppio braccio oscillante. L'impianto frenante posto dietro i cerchi in lega è stato ripreso da quello equipaggiato sulla Honda Legend. Le componenti assemblate erano tutte di derivazione Honda e Lexus. Gli interni sono stati realizzati utilizzando il cuoio.

## Versioni speciali

### Nude Top Concept

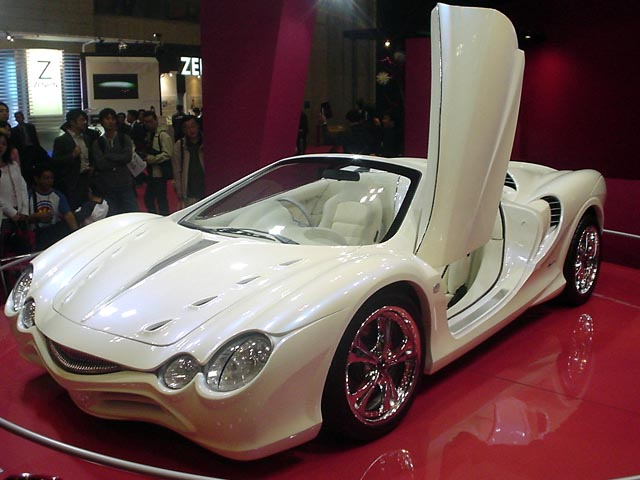
La Mitsuoka Orochi Nude Top

Nel 2005 venne presentata una versione scoperta della Orochi, denominata Nude Top Concept. Condivideva le stesse soluzioni meccaniche del modello coupé. Non venne prodotta in serie e rimase esemplare unico.

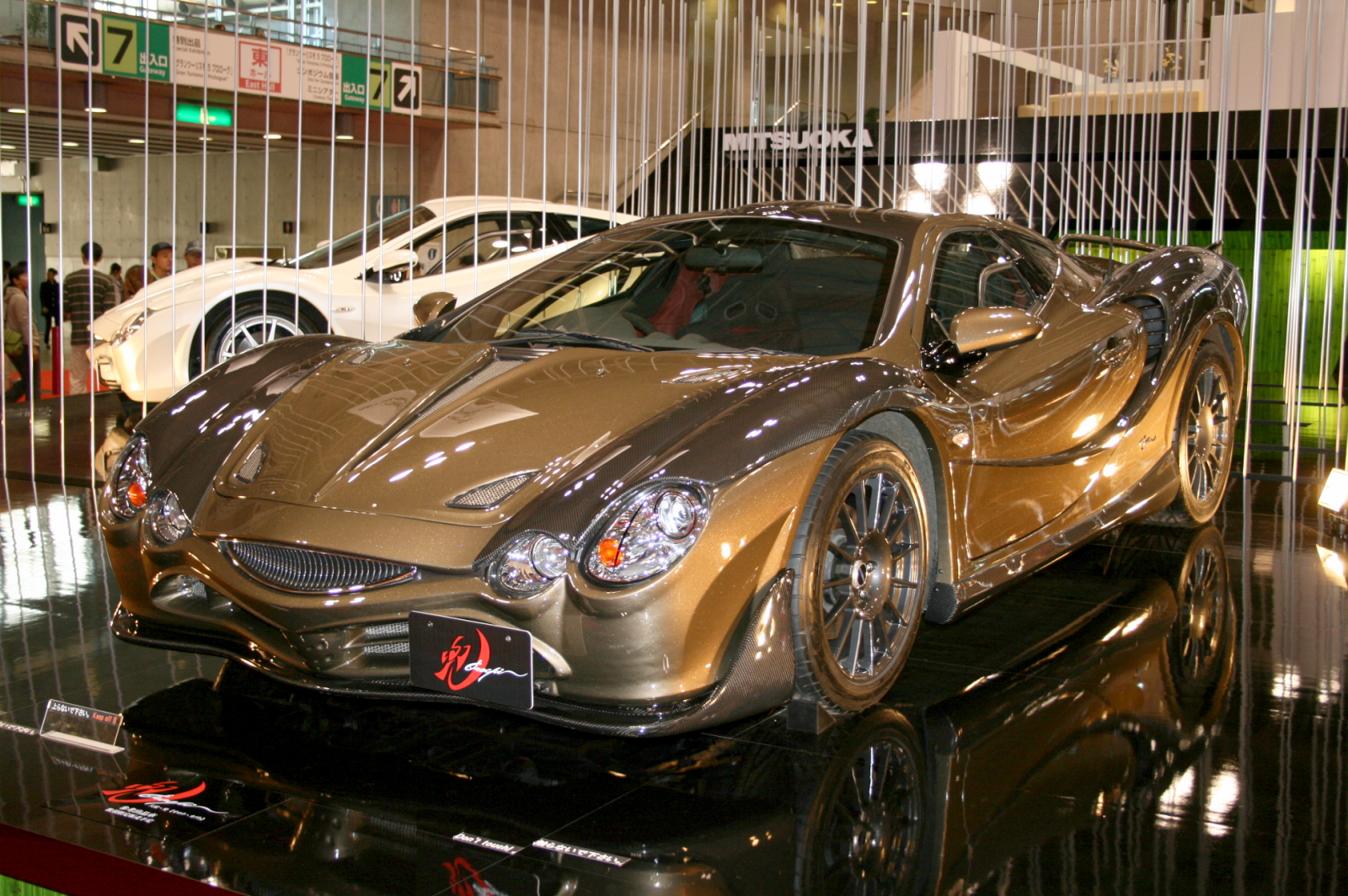
La Mitsuoka Orochi Kabuto concept

### Kabuto
Nel 2007 è stata presentata Al Motor Show di Tokyo la concept car Orochi Kabuto, che, rispetto al modello di serie, adotta una nuova carrozzeria realizzata in fibra di carbonio e nuove appendici aerodinamiche per migliorare l'aerodinamicità complessiva del mezzo.
Nel 2009 venne realizzato il modello di serie, che esteticamente è pressoché identico al prototipo, con una produzione di cinque esemplari.

### Zero
Nel 2008 viene lanciata la Orochi Zero, variante più economica del modello base. Aveva infatti meno parti accessorie placcate in metallo, pelle sintetica per i rivestimenti interni e una minore insonorizzazione del vano motore per ridurre i costi. Anche la personalizzazione dell'auto (verniciatura, interni) era più limitata. La produzione venne limitata a un massimo di venti unità per anno.

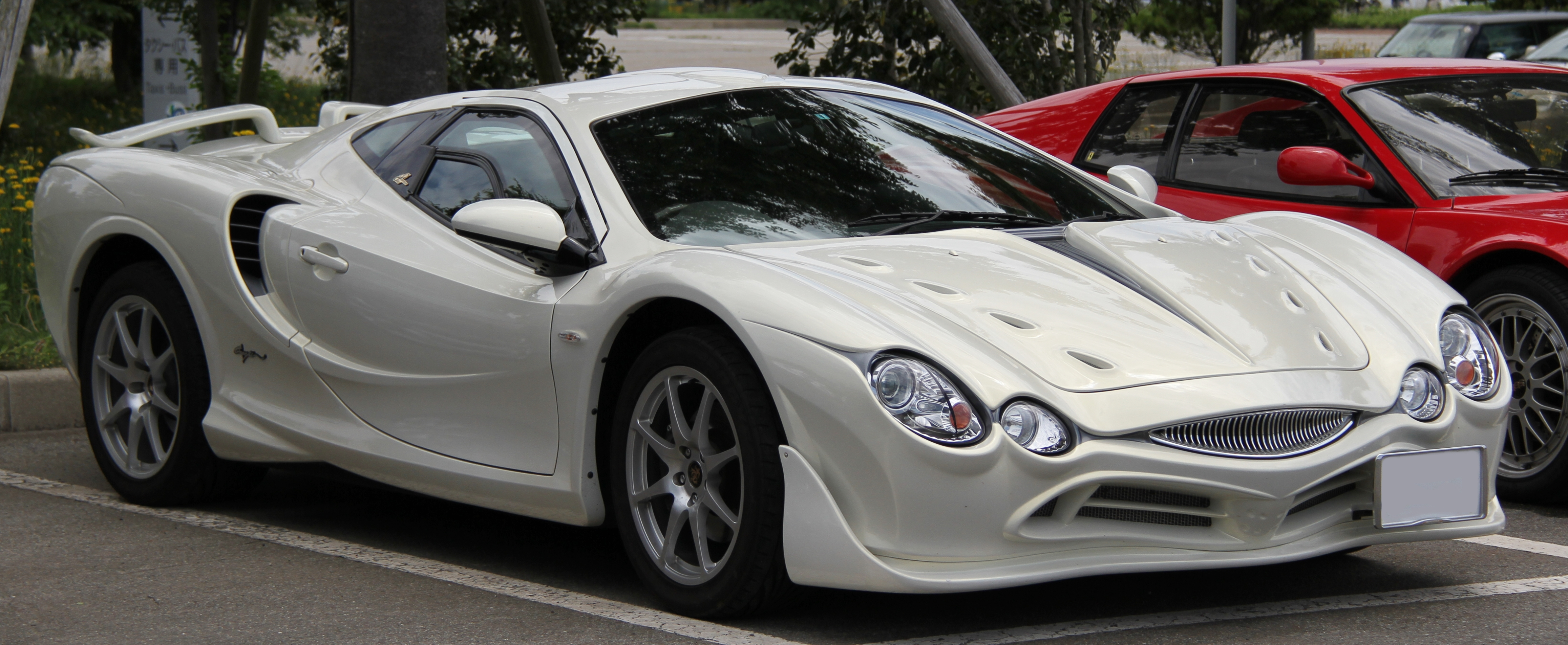
Una Mitsuoka Orochi Gold Premium

### Gold Premium
Lanciata nel 2010, era dotata di uno spoiler anteriore e posteriore aggiuntivo e un sistema di scarico modificato con quattro tubi rispetto ai due del modello standard. Gli interni sono rivestiti di alcantara. È dotata anche di due piccoli stemmini dorati accanto alle portiere, dove c'è scritto in modo stilizzato "Premium Gold". Ne vennero costruite venti.

### Final Edition
La Mitsuoka Orochi è uscita di produzione nel 2014. Per celebrare gli 8 anni di produzione viene lanciata la Final Edition, edizione finale limitata a sole cinque vetture. Questa vettura presenta due tonalità di vernice esclusive, una tonalità bianca denominata "Gold Pearl" e una viola denominata "Fuyoru". Tre auto vennero dipinte del bianco Gold Pearl, con rifiniture interne rosse, mentre le altre due del viola Fuyoru, con rifiniture interne violacee. È inoltre dotata di esclusivi cerchi in lega neri. Anch'essa è dotata di spoiler anteriore e posteriore. L'interno è rivestito in pelle e alcantara, con delle rifiniture in metallo. 

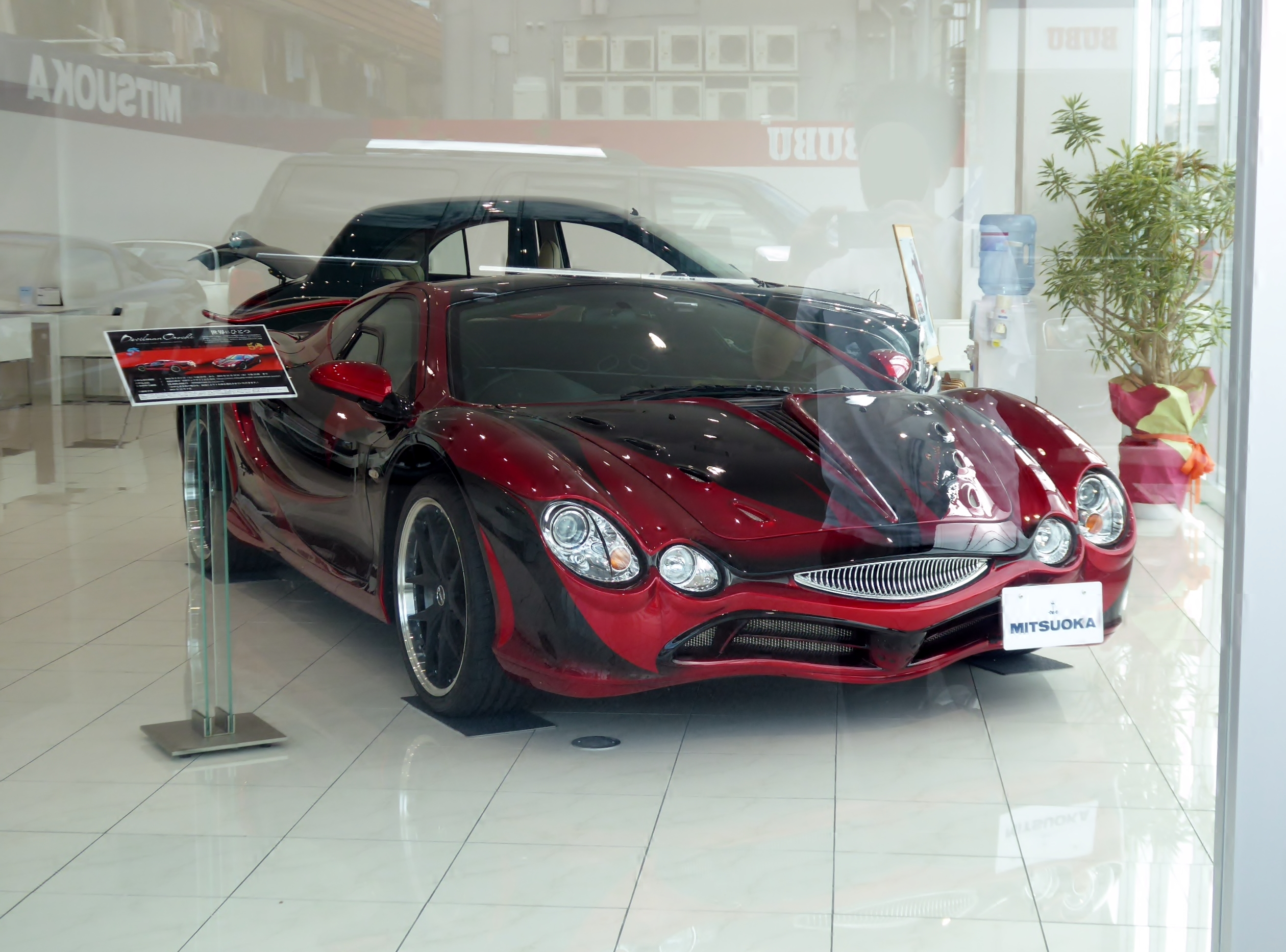
La Mitsuoka Orochi Devilman

### 7 Eleven Evangelion
Sempre nel 2014, a novembre, viene lanciata un'ultima versione della Orochi, la Evangelion, con una particolare verniciatura multicolore che si ispira a dei robot dell'anime Neon Genesis Evangelion. Ne venne costruito un solo esemplare, che è stato venduto dalla catena di convenience store 7-Eleven.

### Devilman
Nel 2018, a distanza di quattro anni dalla fine della produzione, viene costruito un altro esemplare, la Devilman. Venne realizzata in collaborazione con il designer Takanori Aoki e Takahisa Atsuji, direttore artistico dell'anime Devilman Crybaby, per omaggiare la serie animata, dove una Mitsuoka Orochi viene pilotata da Ryo Asuka, principale antagonista di Devilman. Anche questa venne prodotta in esemplare unico.